# 兹齐斯瓦夫·卡韦茨基
兹齐斯瓦夫·卡韦茨基（波蘭語：Zdzisław Kawecki，1902年5月21日—1940年4月），波兰男子马术运动员。他曾代表波兰参加1936年夏季奥林匹克运动会马术比赛，获得团体三项赛银牌。